# Kino (影視編輯軟件)
Kino是自由的影视编辑软件，其基于GTK+，运行于Linux及其他类Unix操作系统。Kino于2000年末由Dan Dennedy和Arne Schirmacher开始开发。
项目的目标是：“Linux桌面中简易而可靠的DV编辑器，能够以诸多可用格式输出。”（"Easy and reliable DV editing for the Linux desktop with export to many usable formats."）
Kino包含于多款Linux发行版，如Debian、Puppy Linux及Ubuntu。BSD的接口也可用。